# 아폴론 스미르니 FC
아폴론 스미르니 FC(그리스어: Γυμναστικός Σύλλογος Σμύρνης «ο Απόλλων» Π.Α.Ε., 영어: Gymnasticos Syllogos Apollon Smyrnis FC)는 그리스의 종합 스포츠 클럽인 임나스티코스 실로고스 아폴론 스미르니스(Γυμναστικός Σύλλογος Απόλλων Σμύρνης)의 축구 클럽으로 아테네에 연고를 두고 있다. 이 팀은 현재 수페르리가 2에서 활동하고 있다.
아폴론 스미르니는 1890년에 오스만 제국의 스미르나(현재의 튀르키예 이즈미르)에서 "오르페아스 스미르니스"(Orfeas Smyrnis)이라는 이름으로 창단되었다. 1922년에 그리스와 튀르키예 사이에 전쟁이 일어나자 아테네로 연고를 이전했다.
아폴론 스미르니는 2000년대 들어 2부 리그로 강등되었고, 한때 4부 리그에서 8위를 기록하기도 하였으나 2013-14 시즌에서 슈퍼리그 그리스로 복귀하였다. 그러나 이 시즌에서 최하위를 기록하여 다시 강등되었다.

## 역대 성적
- 수페르리가
  - 준우승 (2): 1937–38, 1947–48
- 그리스 컵
  - 준우승 (1): 1995–96
- 아테나 풋볼 클럽 협회 챔피언십
  - 우승 (4): 1924, 1938, 1948, 1958
- 풋볼 리그
  - 우승 (5): 1970, 1973, 1975, 2013, 2017
- 감마 에스니키
  - 우승 (1): 2012
- 델타 에스니키
  - 우승 (1): 2010

## 선수 명단

### 현역
참고: FIFA 자격 규정에 따라 소속된 국가대표팀 국기를 표시합니다. 선수는 복수의 FIFA 비회원국 국적을 가지고 있을 수 있습니다.
| 번호 | 포지션 | 국적         | 이름                       |
| ---- | ------ | ------------ | -------------------------- |
| 1    | GK     | 크로아티아   | 이반 초비치                |
| 2    | DF     |              | 야니스 콘토에스            |
| 4    | DF     |              | 미할리스 키르야스 (부주장) |
| 6    | DF     |              | 게오르요스 다시오스 (주장) |
| 7    | MF     |              | 바르틀로매 바비아르츠      |
| 9    | FW     |              | 리넬 키탐발라              |
| 10   | MF     | 코트디부아르 | 엠마누엘 코네              |
| 11   | FW     |              | 데런 마트센                |
| 12   | MF     |              | 사바스 시아트라바니스      |
| 14   | FW     |              | 크리스토스 알름파니스      |
| 15   | FW     | 이스라엘     | 엘리 엘바스                |
| 16   | FW     |              | 나시르 마아치              |
| 19   | MF     |              | 콘스탄티노스 멘드리노스    |
| 20   | FW     |              | 아네테                     |

| 번호 | 포지션 | 국적             | 이름                      |
| ---- | ------ | ---------------- | ------------------------- |
| 21   | FW     |                  | 곤잘로 카스티예호스       |
| 22   | MF     | 콩고 민주 공화국 | 조나단 비지미네           |
| 23   | DF     |                  | 니코스 바페아스           |
| 24   | DF     |                  | 아나스타시오스 파파조글루 |
| 28   | DF     |                  | 바실리스 발리아노스       |
| 30   | MF     |                  | 악셀 주아레스             |
| 33   | GK     |                  | 크리스토스 마브리디스     |
| 55   | DF     |                  | 알렉산드로스 코우로스     |
| 77   | GK     |                  | 우안데르손                |
| 79   | MF     |                  | 미샬리스 칼레르기스       |
| 82   | DF     |                  | 세바스티안 바르톨리니     |
| 88   | GK     |                  | 디미트리오스 타이리스     |
| 91   | GK     |                  | 미샬리스 자로폴로스       |

## 역대 감독
| 감독                | 임기        |
| ------------------- | ----------- |
| 토도르 베셀리노비치 | 1985 ~ 1986 |
| 로날드 고메스       | 2023 ~ 2024 |